# Alcalde de Guayaquil
El Alcalde de Guayaquil es la máxima autoridad administrativa y política de la ciudad de Guayaquil y su cantón. Es la cabeza del cabildo y representante del municipio. La alcaldesa, o el alcalde, lidera el poder ejecutivo del gobierno municipal.
Entre otros poderes y responsabilidades, la actual Constitución Política de la República del Ecuador encarga a los alcaldes de cada cantón, incluyendo al de Guayaquil, la autoridad de administración acompañado de un concejo cantonal, del cual formará parte, lo presidirá y, tendrá voto dirimente. También puede formar parte del Consejo Provincial del Guayas como miembro, aunque se puede nombrar a un concejal cantonal.
El alcalde es elegido por sufragio democrático directo por un periodo de cuatro años con posibilidad de reelección.
La sede de la alcaldía o municipalidad está en el Palacio Municipal o Cabildo, que se encuentra ubicado en la parroquia Rocafuerte en el centro urbano de la ciudad de Guayaquil, ubicado en las calles Malecón Simón Bolívar y Diez de Agosto.

## Historia
En la época colonial, Guayaquil, se regía por un gobernador y desde su independencia en el 9 de octubre de 1820, tuvo su primer alcalde como ciudad libre, cargo que se le dio al Dr. José Joaquín de Olmedo, que a su vez fue el primer y único presidente de la Provincia Libre de Guayaquil. Desde aquel entonces se le llama al cargo de Alcalde de la ciudad o Presidente del Concejo de la misma como Sillón de Olmedo.
El actual alcalde de Guayaquil es Aquiles Álvarez Henriques, quien ocupa el cargo desde 14 de mayo del 2023, tras las elecciones municipales de Guayaquil de 2023, en las cuales se la proclamó triunfador como candidato por el Movimiento Revolución Ciudadana, habilitándole para el período municipal de 2023-2027.

## Alcaldes de Guayaquil
A continuación se enlistan los 6 últimos alcaldes de Guayaquil:
| Periodo         | Alcalde                         |
| 1991 - 1992     | Harry Soria Lamán               |
| 1992 - 2000     | León Febres-Cordero Ribadeneyra |
| 2000 - 2019     | Jaime Nebot Saadi               |
| 2019 - 2023     | Cynthia Viteri Jiménez          |
| 2023 - Presente | Aquiles Álvarez Henriques       |